# Metalanceola chevreuxi
Metalanceola chevreuxi är en kräftdjursart. Metalanceola chevreuxi ingår i släktet Metalanceola och familjen Lanceolidae. Inga underarter finns listade i Catalogue of Life.